# CD Real Sociedad
Club Deportivo Real Sociedad – honduraski klub piłkarski z siedzibą w mieście Tocoa, w departamencie Colón. Występuje w rozgrywkach Liga Nacional. Domowe mecze rozgrywa na obiekcie Estadio Francisco Martínez Durón.

## Osiągnięcia

### Krajowe
- Liga Nacional

| zwycięstwo (0):     | –                                      |
| drugie miejsce (4): | 2013 (C), 2013 (A), 2014 (A), 2016 (C) |

## Historia
Klub został założony w sierpniu 1988, bezpośrednio po rozwiązaniu EACI, innego zespołu z departamentu Colón. Dołączył do rozgrywek drugiej ligi honduraskiej, w której występował przez kolejne kilkadziesiąt lat. W 2012 roku drużyna wywalczyła premierowy awans do Liga Nacional, zostając drugim (po EACI) klubem z Colón i pierwszym klubem z miasta Tocoa w najwyższej klasie rozgrywkowej. W ciągu pierwszych czterech lat drużyna wywalczyła cztery wicemistrzostwa Hondurasu (Clausura 2013, Apertura 2013, Apertura 2014. Clausura 2016). Pierwszy pobyt Realu Sociedad w pierwszej lidze trwał sześć lat (2012–2018); w 2018 roku zespół spadł do drugiej ligi. Awansował jednak do Liga Nacional już po roku przerwy.